# Harry Madison
Henry Hall „Harry” Madison (ur. 7 września 1909 w Springhill, zm. 31 lipca 1995 w Sainte-Agathe-des-Monts) – kanadyjski zapaśnik walczący w stylu wolnym. Olimpijczyk z Los Angeles 1932, gdzie zajął czwarte miejsce w wadze półciężkiej.

## Letnie Igrzyska Olimpijskie 1932
| Konkurencja      | Rundy eliminacyjne  | Rundy eliminacyjne      | Klas. końcowa |
| Konkurencja      | Przeciwnik I        | Przeciwnik II           | Miejsce       |
| ---------------- | ------------------- | ----------------------- | ------------- |
| 87 kg styl wolny | Eddie Scarf (AUS) P | Peter Mehringer (USA) P | 4.            |